# Yvonne De Carlo
Yvonne De Carlo, pseudonimo di Margaret Yvonne Middleton (Vancouver, 1º settembre 1922 – Los Angeles, 8 gennaio 2007), è stata un'attrice, cantante e ballerina canadese naturalizzata statunitense.

## Biografia

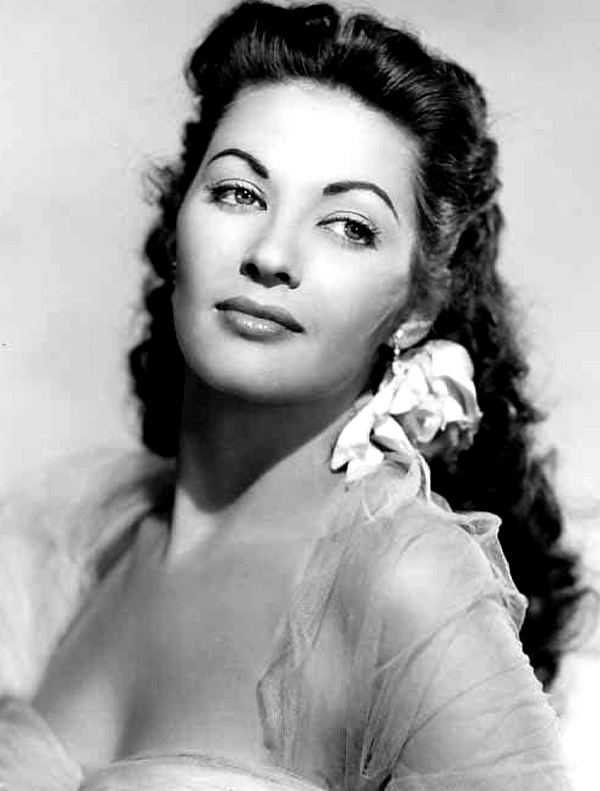
Yvonne De Carlo nel 1951

Margaret Yvonne Middleton nacque a Vancouver il 1º settembre 1922 da William Middleton, di origine australiana, e da Marie De Carlo (1903-1993), di origine italiana, figlia di Michele "Michael" de Carlo (1873–1954), originario di Messina, e Margaret Purvis (1874–1949), nata in Scozia. Abbandonata dal marito quando Yvonne aveva appena tre anni, Marie De Carlo lavorò a lungo come cameriera e poi come attrice, ma con scarso successo. Fu proprio lei a spingere la figlia a entrare nel mondo dello spettacolo, incoraggiando il suo naturale talento per la danza, pagandole le lezioni alla Vancouver School of Dance e accompagnandola a Hollywood nel 1937, dove tuttavia la giovane Yvonne non trovò nessun impiego.
Dopo il ritorno in Canada, nel 1941 Yvonne vinse il concorso di bellezza "Miss Venice Beach", e l'anno successivo raggiunse nuovamente Hollywood per ritentare la fortuna nel cinema. Per mantenersi trovò un impiego come ballerina di nightclub, mentre durante il giorno si sottoponeva a provini per piccole parti negli studios. Assunto come cognome d'arte quello della madre, dopo aver firmato un contratto con la Paramount Pictures, venne prestata alla Columbia, per la quale interpretò il suo primo lungometraggio, Harvard, Here I Come! (1941) di Lew Landers, ma per un paio d'anni riuscì a ottenere solo brevi ruoli non accreditati. Ebbe una prima parte importante in The Deerslayer (1943) di Lew Landers, ma la definitiva affermazione giunse con il film di successo Salomè (1945) di Charles Lamont, prodotto dalla Universal Pictures, di cui fu la protagonista accanto a Rod Cameron.
Seguirono altre pellicole, principalmente western e di ambientazione esotica, in cui la De Carlo si impose per la sua vistosa avvenenza, come la commedia western Fiamma dell'Ovest (1945) di Charles Lamont, il fiabesco Scheherazade (1947) di Walter Reisch, La vergine di Tripoli (1947) di Charles Lamont, Dietro la maschera (1948) di George Sherman, Casbah (1948) di John Berry, La signora del fiume (1948) di George Sherman, e i noir Forza bruta (1947) di Jules Dassin e Doppio gioco (1949) di Robert Siodmak, in entrambi i quali recitò al fianco di Burt Lancaster e che furono tra i suoi migliori film del periodo.
Durante gli anni cinquanta la De Carlo continuò ad interpretare ruoli da protagonista in film in costume e spesso ambientati in terre esotiche, come L'aquila del deserto (1950) di Frederick de Cordova, Hotel Sahara (1951) di Ken Annakin, Le rocce d'argento (1951) di Byron Haskin, L'angelo scarlatto (1952) di Sidney Salkow, I pirati della Croce del Sud (1952) di Jerry Hopper, Sombrero (1953) di Norman Foster, nei quali la smagliante fotografia in Technicolor contribuiva a esaltare la bruna ed esotica bellezza dell'attrice.

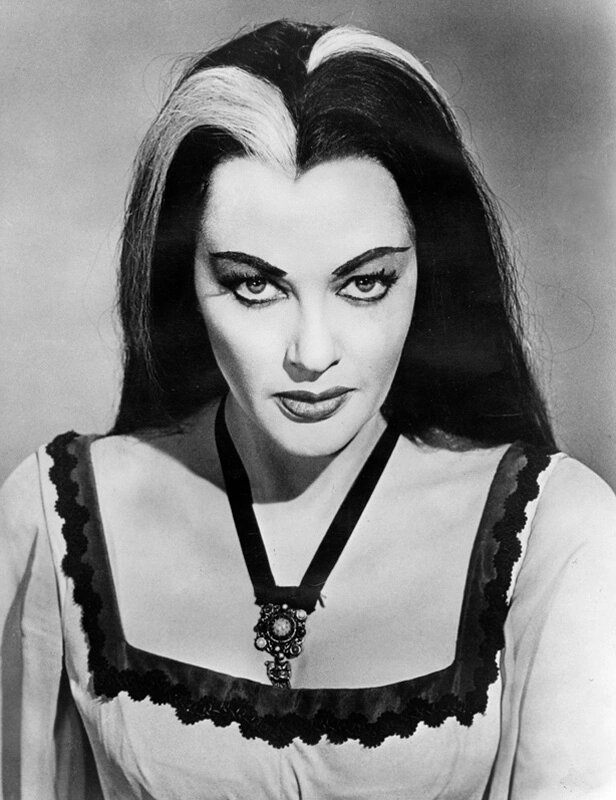
Yvonne De Carlo nei panni di Lily Munster, nel 1964

Nella prima metà degli anni cinquanta lavorò anche in Inghilterra e in Italia, trovando l'occasione di sfuggire al suo primitivo cliché di "vamp hollywoodiana" e di far emergere talora sorprendenti doti di ironia, come nei film Il paradiso del Capitano Holland (1953) di Anthony Kimmins, L'eredità di un uomo tranquillo (1954) di Mario Zampi e La contessa di Castiglione (1954) di Georges Combret. Nel 1956 partecipò al kolossal I dieci comandamenti (1956) di Cecil B. DeMille, in cui interpretò il ruolo di Sephora, moglie di Mosè (Charlton Heston). Nel 1957 recitò accanto a Clark Gable nel western epico La banda degli angeli di Raoul Walsh. Nello stesso anno tentò anche la carriera di cantante, incidendo un disco intitolato Yvonne De Carlo Sings. Nel 1958 tornò in Italia per recitare in La spada e la croce di Carlo Ludovico Bragaglia.
Alla fine del decennio e durante i primi anni sessanta la De Carlo apparve spesso come guest star in popolari telefilm quali Bonanza (1959) e Il virginiano (1962). Fu poi protagonista femminile de I mostri (1964-1966), serie televisiva di grande successo e parodia delle storie dell'orrore, che le permise di lasciarsi alle spalle un periodo di depressione e di gravi problemi finanziari. Al termine della serie venne prodotta anche una versione cinematografica, La dolce vita... non piace ai mostri (1966) di Earl Bellamy, di cui l'attrice fu protagonista. Da allora le sue apparizioni sul grande schermo furono tuttavia sempre più sporadiche: apparve ancora saltuariamente al cinema e in film di vario genere, come McLintock! (1963) di Andrew V. McLaglen, I guai di papà (1964) di Jack Arnold, Agguato nel sole (1967) di R.G. Springsteen, La forza invisibile (1968) di Byron Haskin, I 7 minuti che contano (1971) di Russ Meyer, Il massacro della Guyana (1979) di René Cardona Jr., e via via in pellicole sempre meno importanti. 
Negli anni settanta partecipò a numerosi musical a Broadway, tra cui ebbe un certo seguito Follies, in scena nel 1971, e portò numerose commedie musicali in tournée, anche in Australia. Lavorò ancora per la televisione partecipando ad alcuni episodi delle serie Fantasilandia (1978-1979), La signora in giallo (1985), e sul grande schermo in pellicole spesso non degne della sua fama, ad eccezione di American Gothic (1988) di John Hough e della commedia Oscar - Un fidanzato per due figlie (1991) di John Landis, con Sylvester Stallone e Ornella Muti. Si ritirò definitivamente dalle scene nel 1995, dopo oltre cento produzioni tra cinema e TV.

## Vita privata
Nel 1955, Yvonne De Carlo acquisì la cittadinanza statunitense sposando lo stuntman Robert Morgan, dal quale ebbe due figli, Bruce (1956) e Michael (1957-1997). Nel 1962, durante le riprese del kolossal western La conquista del West, Morgan ebbe un grave incidente sul set, in conseguenza del quale perse una gamba. Il matrimonio con Morgan terminò con il divorzio nel 1974.
Nella sua autobiografia, l'attrice affermò di aver avuto ventidue relazioni sentimentali con altrettanti uomini, tra i quali il principe Alì Khan, il regista Billy Wilder, il produttore Howard Hughes, gli attori Clark Gable, Burt Lancaster, Robert Stack, Robert Taylor e Jock Mahoney (nel 1949 interrotta in seguito ad un aborto). Tra le sue amicizie nel mondo dello spettacolo, citò Raymond Burr, Charlton Heston e Rock Hudson.
Nel 1997, quando morì suo figlio Michael, l'attrice si ritirò a vita privata e non concesse più nessuna intervista. L'anno successivo fu colpita da un infarto. Fu l'amico e collega Butch Patrick ad annunciarne il 25 settembre del 2006 il ricovero in un ospedale di Woodland Hills, lo stesso dove l'attrice si spense per cause naturali pochi mesi dopo, l'8 gennaio 2007 ad 84 anni. Il suo corpo è stato cremato.

## Filmografia

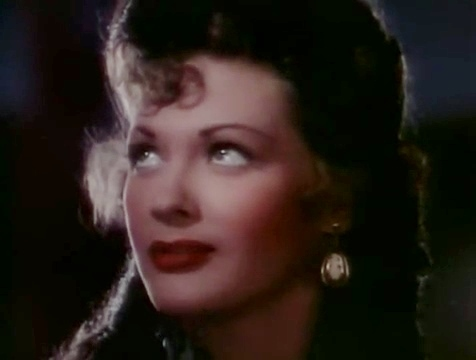
Yvonne De Carlo nel film Salome (1945)

### Cinema
- Harvard, Here I Come!, regia di Lew Landers (1941)
- The Kink of the Campus, regia di Del Lord - cortometraggio (1941)
- I Look at You (cortometraggio) (1941)
- Il fuorilegge (This Gun for Hire), regia di Frank Tuttle (1942)
- Youth on Parade, regia di Albert S. Rogell - non accreditata (1942)
- Avventura al Marocco (Road to Morocco), regia di David Butler (1942)
- Rhythm Parade, regia di Howard Bretherton e Dave Gould (1942)
- Salute for Three, regia di Ralph Murphy (1943)
- Per chi suona la campana (For Whom the Bell Talls), regia di Sam Wood (1943)
- Vogliamo dimagrire (Let's Face It), regia di Sidney Lanfield (1943)
- Sorelle in armi (So Proudly We Hail!), regia di Mark Sandrich (1943)
- The Deerslayer, regia di Lew Landers (1943)
- True to Life, regia di George Marshall (1943)
- Tutto esaurito (Standing Room Only), regia di Sidney Lanfield (1944)
- La storia del dottor Wassell (The Story of Dr. Wassell), regia di Cecil B. DeMille (1944)
- Fun Time, regia di William Shea - cortometraggio (1944)
- Kismet, regia di William Dieterle (1944)
- L'isola dell'arcobaleno (Rainbow Island), regia di Ralph Murphy (1944)
- Here Come the Waves, regia di Mark Sandrich (1944) (non accreditata)
- Sinceramente tua (Practically Yours), regia di Mitchell Leisen (1944)
- Bring on the Girls, regia di Sidney Lanfield (1945)
- Salomè (Salome When She Danced), regia di Charles Lamont (1945)
- Fiamma dell'Ovest (Frontier Gal), regia di Charles Lamont (1945)
- Scheherazade (Song of Scheherazade), regia di Walter Reisch (1947)
- Forza bruta (Brute Force), regia di Jules Dassin (1947)
- La vergine di Tripoli (Slave Girl), regia di Charles Lamont (1947)
- Dietro la maschera (Black Bart), regia di George Sherman (1948)
- Casbah, regia di John Berry (1948)
- La signora del fiume (River Lady), regia di George Sherman (1948)
- Doppio gioco (Criss Cross), regia di Robert Siodmak (1949)
- Occhio per occhio (Calamity Jane and Sam Bass), regia di George Sherman (1949)
- La bella preda (The Gal Who Took the West), regia di Frederick de Cordova (1949)
- La corsara (Buccaneer's Girl), regia di Frederick de Cordova (1950)
- L'aquila del deserto (The Desert Hawk), regia di Frederick de Cordova (1950)
- Tomahawk - Scure di guerra (Tomahawk), regia di George Sherman (1951)
- Hotel Sahara, regia di Ken Annakin (1951)
- Le rocce d'argento (Silver City), regia di Byron Haskin (1951)
- La peccatrice di San Francisco (The San Francisco Story), regia di Robert Parrish (1952)
- L'angelo scarlatto (Scarlet Angel), regia di Sidney Salkow (1952)
- I pirati della Croce del Sud (Hurricane Smith), regia di Jerry Hopper (1952)
- Gli sparvieri dello stretto (Sea Devils), regia di Raoul Walsh (1953)
- Sombrero, regia di Norman Foster (1953)
- Il paradiso del Capitano Holland (The Captain's Paradise), regia di Anthony Kimmins (1953)
- Forte Algeri (Fort Algiers), regia di Lesley Selander (1953)
- La fine di un tiranno (Border River), regia di George Sherman (1954)
- L'eredità di un uomo tranquillo (Happy Ever After), regia di Mario Zampi (1954)
- La contessa di Castiglione, regia di Georges Combret (1954)
- Il cavaliere implacabile (Passion), regia di Allan Dwan (1954)
- Canne infuocate (Shotgun), regia di Lesley Selander (1955)
- Fuoco magico (Magic Fire), regia di William Dieterle (1955)
- L'avventuriera di Bahamas (Flame of the Islands), regia di Edward Ludwig (1956)
- Il marchio del bruto (Raw Edge), regia di John Sherwood (1956)
- I dieci comandamenti (The Ten Commandments), regia di Cecil B. DeMille (1956)
- Il diabolico avventuriero (Death of a Scoundrel), regia di Charles Martin (1956)
- La banda degli angeli (Band of Angels), regia di Raoul Walsh (1957)
- La prigioniera del Sudan (Timbuktu), regia di Jacques Tourneur (1958)
- La spada e la croce, regia di Carlo Ludovico Bragaglia (1958)
- McLintock!, regia di Andrew V. McLaglen (1963)
- La legge dei fuorilegge (Law of the Lawless), regia di William F. Claxton (1964)
- I guai di papà (A Global Affair), regia di Jack Arnold (1964)
- Tentazioni proibite, regia di Osvaldo Civirani (1965) (nel ruolo di se stessa)
- La dolce vita... non piace ai mostri (Munster, Go Home!), regia di Earl Bellamy (1966)
- Agguato nel sole (Hostile Guns), regia di R.G. Springsteen (1967)
- La forza invisibile (The Power), regia di Byron Haskin (1968)
- Colpi di dadi, colpi di pistola (Arizona Bushwhackers), regia di Lesley Selander (1968)
- Morgan il razziatore (The Delta Factor), regia di Tay Garnett (1970)
- I 7 minuti che contano (The Seven Minutes), regia di Russ Meyer (1971)
- Quel che conta è il conto in banca (It Seemed Like a Good Idea at the Time), regia di John Trent (1975)
- Il massacro della Guyana (Guyana: Crime of the Century), regia di René Cardona Jr. (1979)
- Il detective con la faccia di Bogart (The Man with Bogart's Face), regia di Robert Day (1980)
- American Blue Jeans (Liar's Moon), regia di David Fisher (1981)
- American Gothic di John Hough (1988)
- Oscar - Un fidanzato per due figlie (Oscar), regia di John Landis (1991)
- Pezzi duri... e mosci (The Naked Truth), regia di Nico Mastorakis (1992)
- Un piccolo raggio di sole (Seasons of the Heart), regia di T.C. Christensen (1993)

### Televisione
- Lights Out – serie TV, episodio 4x31 (1952)
- Screen Directors Playhouse – serie TV, episodio 1x14 (1956)
- Bonanza – serie TV, episodio 1x01 (1959)
- Avventure in paradiso (Adventures in Paradise) – serie TV, episodio 1x19 (1960)
- Follow the Sun – serie TV, episodi 1x08-1x22 (1961-1962)
- La legge di Burke (Burke's Law) – serie TV, episodio 1x14 (1963)
- Il virginiano (The Virginian) – serie TV, 2 episodi (1963-1969)
- The Greatest Show on Earth – serie TV, episodio 1x23 (1964)
- I mostri (The Munsters) – serie TV, 70 episodi (1964-1966)
- Agenzia U.N.C.L.E. (The Girl from U.N.C.L.E.) – serie TV, episodio 1x17 (1967)
- La signora in giallo (Murder, She Wrote) – serie TV, episodio 2x09 (1985)

## Riconoscimenti (parziale)
- Fantafestival
  - 1977 - Miglior attrice per il film American Gothic
- Hollywood Walk of Fame
  - Cinema, al 6124 di Hollywood Boulevard
  - Televisione, al 6715 di Hollywood Boulevard

## Citazioni e omaggi
- Yvonne De Carlo ha ispirato il poeta Manuel Vázquez Montalbán per la poesia ¿Yvonne de Carlo? ¿Yvonne de Carlo?... ¡Ah! ¡Yvonne de Carlo!, contenuta nell'antologia Nueve novísimos poetas españoles (1970), curata dal critico catalano Josep Maria Castellet.

## Doppiatrici italiane
Nelle versioni in italiano delle opere in cui ha recitato, Yvonne De Carlo è stata doppiata da:
- Lydia Simoneschi in Scheherazade, I pirati della croce del sud, Forza bruta, L'aquila del deserto, Sombrero, La banda degli angeli, Tomahawk - Scure di guerra, La bella preda, La fine di un tiranno, Fuoco magico, Scheherazade, La signora del fiume, Le rocce d'argento, La spada e la croce, La corsara, L'angelo scarlatto, La vergine di Tripoli, Il diabolico avventuriero
- Rosetta Calavetta in Gli sparvieri dello stretto, La contessa di Castiglione, La prigioniera del Sudan, McLintock!
- Andreina Pagnani in Doppio gioco
- Dhia Cristiani in I dieci comandamenti
- Clelia Bernacchi in La forza invisibile
- Flora Carosello in Oscar - Un fidanzato per due figlie
- Paola Mannoni in 2000 Malibu Road
- Solvejg D'Assunta in American Gothic
- Fabrizia Castagnoli in I mostri[4]